# Карл-Гайнц Прудель
Карл-Гайнц Прудель (нім. Karl-Heinz Prudöhl, 3 грудня 1944) — німецький академічний веслувальник.
Олімпійський чемпіон 1976 року в складі вісімки.
Чемпіон світу 1975 року в складі вісімки, срібний призер 1970 року в складі розпашної четвірки зі стерновим.
Чемпіон Європи 1973 року в складі вісімки, бронзовий призер 1969 року в складі розпашної четвірки без стернового.